# Avellanador
Un avellanador es una especie de barrena de acero que sirve para alisar las hendiduras que se hacen en el hierro y demás metales o es un proceso de mecanizado con el que se ensancha en una corta porción de su longitud los agujeros para los tornillos, a fin de que la cabeza de estos quede embutida en la pieza taladrada.  Las hay de varias figuras y dimensiones que varían según su aplicación:

## Avellanador cilíndrico
Cilindro de acero adaptado al extremo de un cuadradillo de hierro cuya superficie estriada sirve para suavizar las desigualdades que deja la barrena al taladrar los metales. Su uso más común es para arreglar los calibres de las armas portátiles de fuego.

## Avellanador cónico
Especie de broca de acero cónica y ochavada. Se usa por lo común para ensanchar los taladros, para tornillos o la parte en que debe descansar la cabeza de los pernos para que ésta quede embutida y para arreglar las boquillas de los proyectiles huecos. La inclinación del estriado varía según están destinadas para cortar metal o madera.

## Avellanador esférico
Barrena como la anterior formada por una esfera de acero aleado estriada. Las hay también semiesféricas. Las primeras sirven por lo común para pulir la cavidad de las turquesas, para fundir balas de plomo y las segundas para ensanchar y redondear ciertas cavidades en la madera o hierro.

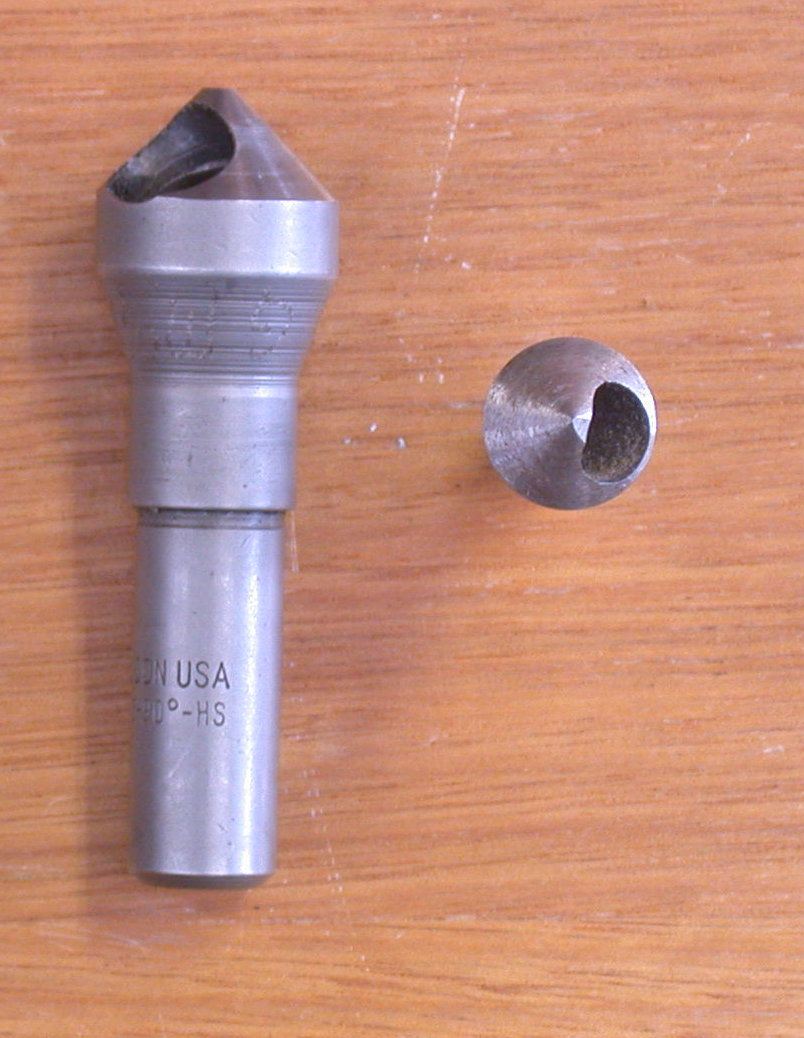
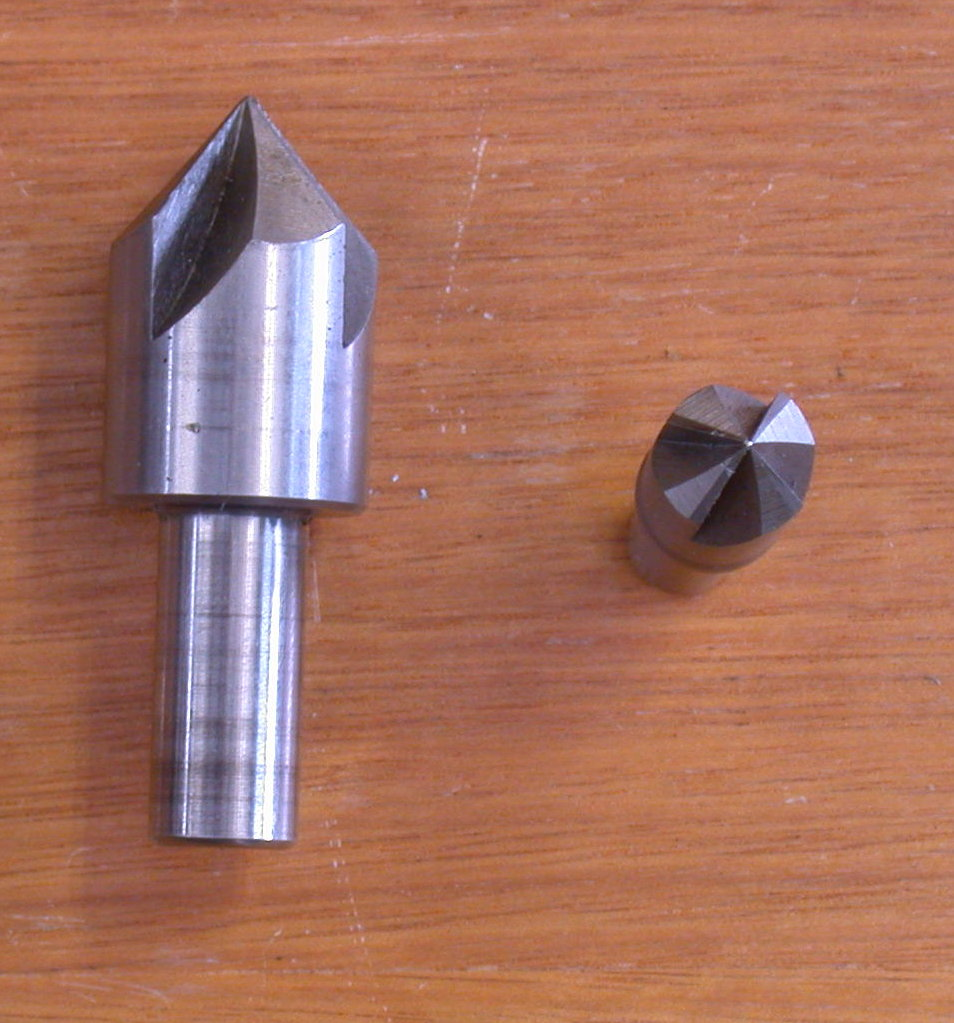
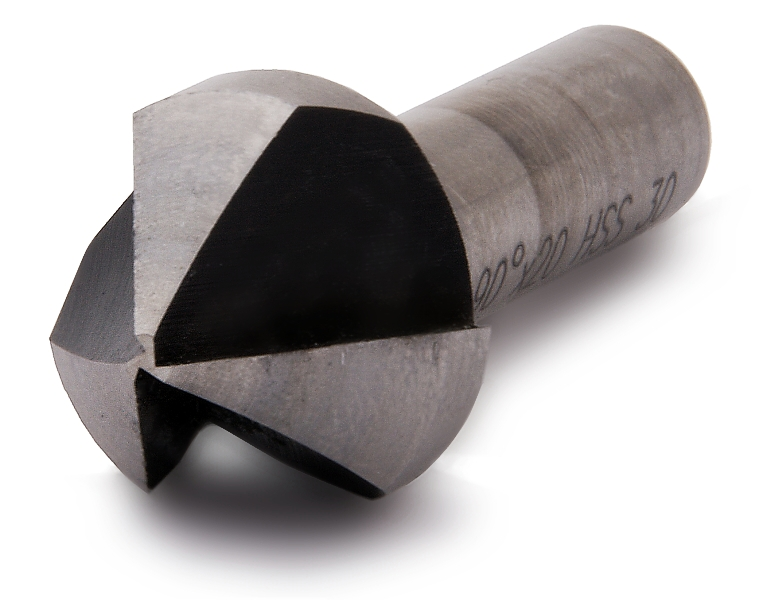